# Volcà Ecuador
Ecuador és un volcà en escut actiu al nord de l'illa Isabela, la més gran de l'arxipèlag i parc nacional de les illes Galápagos, que pertany a l'estat sud-americà de l'Equador i té una elevació màxima de 790 metres sobre el nivell del mar. El volcà conté fluxos de lava, cons d'esquitxada i cons petits d'escòria. No s'han registrat erupcions des que es van "descobrir" les illes el 1535.